# 朝青龍明德
朝青龍明德（日语：／ Asashōryū Akinori，1980年9月27日—），本名道勒格爾蘇倫·達格瓦道爾吉，出生於蒙古国烏蘭巴托，退役日本大相撲力士，第68代橫綱，他是第一位晉升橫綱的蒙古籍力士。

## 早年經歷
朝青龍於1980年9月27日出生於蒙古国首都烏蘭巴托，其家族是蒙古知名的博克（蒙古式摔跤）世家。兄弟當中有三人從事摔跤運動，父親敦羅布·道勒格爾蘇倫的摔跤成就也在蒙古赫赫有名。他從就讀第54中學校時開始接受柔道訓練，在接觸柔道的同年內即獲得中學運動會優勝，在其它同項運動賽事當中依舊有水準表現。
朝青龍15歲時開始練習蒙古式摔跤，隔年立刻在那達慕少年組蒙古式摔跤項目中取得優勝。1997年，明德義塾高等學校校長偕同相撲部教練特地來蒙古探尋人才，他被校方看上後立刻輟學，同年9月與日後的朝赤龍太郎一同赴日。朝青龍赴日後獲獎無數，1998年受引薦加入高砂部屋。

## 相撲生涯
1999年1月以若松部屋所屬的相撲力士身份登上土俵，並取四股名「朝青龍明德」，「明德」取自其母校明德義塾高等學校，「青龍」取自該校附近的青龍寺。2001年即晉級幕內力士，2002年晉昇為大關，成為首位蒙古出身的大關力士，成就超越其偶像旭鷲山。2003年1月，橫綱審議委員會針對其不當言論和行為作風仔細審核，最終仍一致推舉他晉升為橫綱。
2004年，朝青龍連續兩場所（1月場所、3月場所）取得全勝優勝。在同年的5月場所，被北勝力英樹擊敗，連勝紀錄停在35場。後再與北勝力進行優勝決定戰，擊敗北勝力，拿下三場所連勝。同年的9月場所由大關魁皇博之獲勝，朝青龍雖無緣拿下全年六場所完全優勝，但同年的11月場所開始至隔年達成了歷史新猷的「七連霸」與年間六場所完全優勝等歷史性記錄。2005年，朝青龍挑戰八連霸失敗。
2007年8月，朝青龍因涉及「裝病風波」而被日本相撲協會勒令停賽兩場所（9月及11月）、減薪，幾天後傳出罹患神经衰弱，因而宣布回蒙古休養。日本媒體紛紛以此作為新聞素材，一般看法兩極；《讀賣新聞》指出，日本相撲協會的懲處簡直是封殺了朝青龍。
2009年6月12日，朝青龍獲時任蒙古總統那木巴尔·恩赫巴亚尔頒授蒙古國勞動英雄榮譽。
2010年2月4日，在東京酒後打傷友人，引發醜聞，因而宣布引退。
2010年10月3日，朝青龍在日本東京正式舉行斷髮式，最高潮就是由日本前首相森喜朗操刀，剪下一段朝青龍的頭髮，以及朝青龍的師傅、高砂親方，一一為朝青龍落髮。此時，朝青龍和親方都落下了感傷的眼淚，朝青龍在近萬名觀眾前，含淚親吻土俵，象徵他和這個人生高峰的催生地，正式告別。

## 退役後
朝青龍回到蒙古後開始從商，大手筆買下大量土地，並推出了大規模的商業城計劃，又收購了一家馬戲團，並成為了蒙古國家投資銀行（NIBank）的最大股東。2012年，《福布斯》雜誌估算他的身價高達5千萬至7千5百萬美元。
政治方面，朝青龍在2013年加入蒙古民主黨，並於2017年8月3日被任命為總統巴特图勒嘎的特使，負責促進蒙古與日本之間的關係，其後於2020年10月27日辭職。
2017年，受馬雲邀請，在他投資製作的電影《功守道》中演出。
2018年，日本小學館出版的一篇漫畫中出現了侮辱成吉思汗的內容，朝青龍在Twitter上表達不滿，要求出版社謝罪。在蒙古國駐日大使館提出抗議後，小學館發表緊急聲明，為「對被受敬重的蒙古英雄成吉思汗作出不恰當表現」致歉。

## 家庭
朝青龍家族有四兄弟，長兄蘇嘎爾拉格查（Д. Сугаррагчаа）的二兒子賓巴蘇倫（С. Бямбасүрэн）是第74代橫綱豐昇龍智勝。次兄蘇米亞巴扎爾曾經是自由搏擊運動員，其後從政，於2013年至2020年擔任國家大呼拉爾議員，並於2017年至2020年間擔任礦業及重工業部長，之後再於2020年當選烏蘭巴托市長。三兄塞爾吉布代（Д. Сэржбүдээ）則是新日本職業摔角的選手，藝名「藍狼」（Blue Wolf）。
朝青龍在15歲讀高中時認識了他的第一任妻子，於2002年結婚，並於2004年舉辦了電視直播的婚禮。其後分居多時後，於2009年離婚，兩人共有一子一女。2020年，朝青龍在Twitter上宣佈再婚。

## 爭議
- 2002年朝青龍與因傷休戰許久的貴乃花光司對戰，落敗退場後口出惡言，回休息室時曾表達「可惜自己沒往貴乃花傷處踢一腳」的言論，引發議論。

- 2003年與旭鷲山對戰時，朝青龍認為其起身動作影響自身攻勢，要求審判委員重新判決，並向對方刻意作出挑釁意味濃厚的動作。此後，朝青龍曾刻意扯下旭鷲山的髮髻並破壞其汽車照後鏡，甚至在澡堂與對方發生肢體衝突。

- 朝青龍常以左手手刀領取懸賞金。

- 朝青龍涉嫌裝病未參與練習訓練，曾受到日本相撲協會多次警告。

- 朝青龍練習時，要求曾在土俵上擊敗他的力士作為他的練習對象。

- 2007年，朝青龍以「腰部過勞骨折」為由請假退出夏季巡業，卻在7月25日於蒙古與前日本國家足球隊明星球員中田英壽參加足球義賽，遭媒體披露。日本相撲協會理事伊勢之海（日语：藤ノ川武雄）對此作出嚴詞批評，理事長北之湖遂於8月1日召開臨時理事會，宣布朝青龍停賽四個月、減薪30%等嚴厲處罰。

## 基本資料
- 高185cm，重147kg，所屬部屋：高砂
- 第68代橫綱。
- 幕內優勝25次。（至平成22年初場所）
- 生涯戰績：579勝148敗56休（58場所）。
- 幕內戰績：506勝128敗56休（46場所）。

## 大事記
- 1980年9月27日 生於烏蘭巴托
- 1999年1月 首次登場
- 2000年9月 晉級十兩
- 2001年1月 晉級幕內
- 2002年9月 晉升大關
- 2003年3月 晉升橫綱
- 2009年11月5日 于日本冲绳会见达赖喇嘛
- 2010年2月4日宣布引退[11]

## 戰績
- 幕內優勝：25回
- 幕下優勝：1回
- 三段目優勝：1回
- 序二段優勝：1回
- 三賞

- 殊勋賞：3回
- 敢鬥賞：3回

- 金星：1個（武藏丸1個，2005年9月场所）

| | 1月場所 初場所（東京） | 3月場所 春場所（大阪） | 5月場所 夏場所（東京） | 7月場所 名古屋場所（愛知） | 9月場所 秋場所（東京）  | 11月場所 九州場所（福岡） |
| --- | ---------------------- | ---------------------- | ---------------------- | -------------------------- | ----------------------- | ------------------------- |
| 1999年 （平成11年） | （前相撲）             | 序之口 #34 6–1         | 序二段 #85 7–0         | 三段目 #75 7–0             | 幕下 #53 6–1            | 幕下 #27 6–1              |
| 2000年 （平成12年） | 幕下 #12 3–4           | 幕下 #19 5–2           | 幕下 #9 6–1            | 幕下 #2 7–0                | 十兩 #7 9–6             | 十兩 #3 11–4              |
| 2001年 （平成13年） | 西 前頭 #12 9–6        | 東 前頭 #6 9–6         | 西 小結 8–7 殊         | 東 小結 7–8                | 西 前頭 #1 10–5 敢★     | 東 小結 10–5 敢           |
| 2002年 （平成14年） | 西 關脇 8–7            | 西 關脇 11–4 殊        | 西 關脇 11–4 敢        | 東 關脇 12–3 殊            | 東 大關 #3 10–5         | 東 大關 #2 14–1           |
| 2003年 （平成15年） | 東 大關 #1 14–1        | 西 横綱 10–5           | 東 横綱 13–2           | 東 横綱 5–5–5              | 東 横綱 13–2            | 東 横綱 12–3              |
| 2004年 （平成16年） | 東 横綱 15–0           | 東 横綱 15–0           | 東 横綱 13–2           | 東 横綱 13–2               | 東 横綱 9–6             | 東 横綱 13–2              |
| 2005年 （平成17年） | 東 横綱 15–0           | 東 横綱 14–1           | 東 横綱 15–0           | 東 横綱 13–2               | 東 横綱 13–2            | 東 横綱 14–1              |
| 2006年 （平成18年） | 東 横綱 11–4           | 東 横綱 13–2           | 東 横綱 1–2–12         | 東 横綱 14–1               | 東 横綱 13–2            | 東 横綱 15–0              |
| 2007年 （平成19年） | 東 横綱 14–1           | 東 横綱 13–2           | 東 横綱 10–5           | 東 横綱 14–1               | 東 横綱 出場停止 0–0–15 | 西 横綱 出場停止 0–0–15   |
| 2008年 （平成20年） | 西 横綱 13–2           | 西 横綱 13–2           | 東 横綱 11–4           | 東 横綱 3–3–9              | 西 横綱 5–5–5           | 休場 0–0–15               |
| 2009年 （平成21年） | 西 横綱 14–1           | 東 横綱 11–4           | 西 横綱 12–3           | 西 横綱 10–5               | 西 横綱 14–1            | 東 横綱 11–4              |
| 2010年 （平成22年） | 西 横綱 13–2           | 引退 –                 | x                      | x                          | x                       | x                         |
| 各欄数字按「勝-負-休場」表示。 優勝 引退 十兩･幕下 三賞：敢=敢鬬賞、殊=殊勛賞、技=技能賞 其他：★=金星 番付階級：幕内 - 十兩 - 幕下 - 三段目 - 序二段 - 序之口 幕内序列：横綱 - 大關 - 關脅 - 小結 - 前頭（「#数字」为出场顺序） |                        |                        |                        |                            |                         |                           |

| 場所                   | 地位         | 勝數 | 敗數 | 休場 | 備考                                    |
| ---------------------- | ------------ | ---- | ---- | ---- | --------------------------------------- |
| 平成13年（2001年）1月  | 西前頭12枚目 | 9    | 6    | 0    | 新入幕                                  |
| 平成13年（2001年）3月  | 東前頭6枚目  | 9    | 6    | 0    | -                                       |
| 平成13年（2001年）5月  | 西小結       | 8    | 7    | 0    | 新小結、殊勛賞（初）                    |
| 平成13年（2001年）7月  | 東小結       | 7    | 8    | 0    | -                                       |
| 平成13年（2001年）9月  | 西前頭筆頭   | 10   | 5    | 0    | 敢鬬賞（初）、金星（1・武藏丸）         |
| 平成13年（2001年）11月 | 東小結       | 10   | 5    | 0    | 敢鬬賞（2）                             |
| 平成14年（2002年）1月  | 西關脅       | 8    | 7    | 0    | 新關脅                                  |
| 平成14年（2002年）3月  | 西關脅       | 11   | 4    | 0    | 殊勛賞（2）                             |
| 平成14年（2002年）5月  | 東關脅       | 11   | 4    | 0    | 敢鬬賞（3）                             |
| 平成14年（2002年）7月  | 東關脅       | 12   | 3    | 0    | 殊勛賞（3）                             |
| 平成14年（2002年）9月  | 東大關3      | 10   | 5    | 0    | 新大關                                  |
| 平成14年（2002年）11月 | 東大關2      | 14   | 1    | 0    | 優勝（初）                              |
| 平成15年（2003年）1月  | 東大關       | 14   | 1    | 0    | 優勝（2）                               |
| 平成15年（2003年）3月  | 西橫綱       | 10   | 5    | 0    | 新橫綱                                  |
| 平成15年（2003年）5月  | 東橫綱       | 13   | 2    | 0    | 優勝（3）                               |
| 平成15年（2003年）7月  | 東橫綱       | 5    | 5    | 5    | 頸部挫傷、途中休場                      |
| 平成15年（2003年）9月  | 東橫綱       | 13   | 2    | 0    | 優勝（4）                               |
| 平成15年（2003年）11月 | 東橫綱       | 12   | 3    | 0    | -                                       |
| 平成16年（2004年）1月  | 東橫綱       | 15   | 0    | 0    | 全勝優勝（5）                           |
| 平成16年（2004年）3月  | 東橫綱       | 15   | 0    | 0    | 全勝優勝（6）                           |
| 平成16年（2004年）5月  | 東橫綱       | 13   | 2    | 0    | 優勝（7）                               |
| 平成16年（2004年）7月  | 東橫綱       | 13   | 2    | 0    | 優勝（8）                               |
| 平成16年（2004年）9月  | 東橫綱       | 9    | 6    | 0    | -                                       |
| 平成16年（2004年）11月 | 東橫綱       | 13   | 2    | 0    | 優勝（9）                               |
| 平成17年（2005年）1月  | 東橫綱       | 15   | 0    | 0    | 全勝優勝（10）                          |
| 平成17年（2005年）3月  | 東橫綱       | 14   | 1    | 0    | 優勝（11）                              |
| 平成17年（2005年）5月  | 東橫綱       | 15   | 0    | 0    | 全勝優勝（12）                          |
| 平成17年（2005年）7月  | 東橫綱       | 13   | 2    | 0    | 優勝（13）                              |
| 平成17年（2005年）9月  | 東橫綱       | 13   | 2    | 0    | 優勝（14）                              |
| 平成17年（2005年）11月 | 東橫綱       | 14   | 1    | 0    | 優勝（15）                              |
| 平成18年（2006年）1月  | 東橫綱       | 11   | 4    | 0    | -                                       |
| 平成18年（2006年）3月  | 東橫綱       | 13   | 2    | 0    | 優勝（16）                              |
| 平成18年（2006年）5月  | 東橫綱       | 1    | 2    | 12   | 右肘內側側副韌帯損傷、途中休場          |
| 平成18年（2006年）7月  | 東橫綱       | 14   | 1    | 0    | 優勝（17）                              |
| 平成18年（2006年）9月  | 東橫綱       | 13   | 2    | 0    | 優勝（18）                              |
| 平成18年（2006年）11月 | 東橫綱       | 15   | 0    | 0    | 全勝優勝（19）                          |
| 平成19年（2007年）1月  | 東橫綱       | 14   | 1    | 0    | 優勝（20）                              |
| 平成19年（2007年）3月  | 東橫綱       | 13   | 2    | 0    | 優勝決定戰                              |
| 平成19年（2007年）5月  | 東橫綱       | 10   | 5    | 0    | -                                       |
| 平成19年（2007年）7月  | 東橫綱       | 14   | 1    | 0    | 優勝（21）                              |
| 平成19年（2007年）9月  | 東橫綱       | 0    | 0    | 15   | 出場停止                                |
| 平成19年（2007年）11月 | 西橫綱       | 0    | 0    | 15   | 出場停止                                |
| 平成20年（2008年）1月  | 西橫綱       | 13   | 2    | 0    | -                                       |
| 平成20年（2008年）3月  | 西橫綱       | 13   | 2    | 0    | 優勝（22）                              |
| 平成20年（2008年）5月  | 東橫綱       | 11   | 4    | 0    | -                                       |
| 平成20年 (2008年) 7月  | 東橫綱       | 3    | 3    | 9    | 左肘內側側副韌帶損傷、途中休場          |
| 平成20年 (2008年) 9月  | 西橫綱       | 5    | 5    | 5    | 左肘內側側副韌帶損傷、途中休場          |
| 平成20年 (2008年) 11月 | 西橫綱       | 0    | 0    | 15   | 左肘內側側副韌帶損傷、全休              |
| 平成21年（2009年）1月  | 西橫綱       | 14   | 1    | 0    | 優勝（23）                              |
| 平成21年（2009年）3月  | 東橫綱       | 11   | 4    | 0    |                                         |
| 通算                   | 通算         | 536  | 138  | 56   | 優勝25回、殊勛賞3回、敢鬬賞3回、金星1個 |

主要力士對戰成績，截至2010年1月。
| 力士名   | 勝數 | 負數 | 力士名   | 勝數 | 負數 | 力士名 | 勝數 | 負數  |
| -------- | ---- | ---- | -------- | ---- | ---- | ------ | ---- | ----- |
| 旭鷲山   | 13   | 2    | 安美錦   | 17   | 6(1) | 若之里 | 19   | 10(1) |
| 旭天鵬   | 36   | 2    | 高見盛   | 10   | 1    | 鶴龍   | 7    | 0     |
| 時津海   | 7    | 1    | 霜鳥     | 8    | 0    | 玉春日 | 2    | 1     |
| 土佐之海 | 18   | 6(1) | 北勝力   | 10   | 1    | 豪榮道 | 5    | 2(1)  |
| 玉乃島   | 19   | 3    | 岩木山   | 15   | 1    | 若之鵬 | 3    | 0     |
| 琴之若   | 11   | 4    | 垣添     | 13   | 0    | 嘉風   | 1    | 0     |
| 貴乃浪   | 12   | 2    | 黑海     | 12   | 2    | 栃煌山 | 4    | 0     |
| 隆乃若   | 10   | 1    | 白鵬     | 12   | 13   | 栃乃心 | 2    | 0     |
| 海鵬     | 6    | 1    | 琴歐洲   | 16   | 7    | 翔天狼 | 1    | 0     |
| 琴光喜   | 36   | 9    | 露鵬     | 9(1) | 0    | 阿覽   | 1    | 0     |
| 武藏丸   | 4    | 5    | 普天王   | 4    | 1    | 豐響   | 1    | 0     |
| 雅山     | 34   | 5    | 琴獎菊   | 15   | 1    |        |      |       |
| 出島     | 16   | 4    | 稀勢之里 | 13   | 4    |        |      |       |
| 武雙山   | 12   | 3    | 日馬富士 | 17   | 5    |        |      |       |
| 貴乃花   | 0    | 2    | 豪風     | 7    | 0    |        |      |       |
| 琴龍     | 4    | 1    | 時天空   | 10   | 1    |        |      |       |
| 魁皇     | 25   | 12   | 白露山   | 2    | 0    |        |      |       |
| 千代大海 | 30   | 9    | 豐之島   | 7    | 2    |        |      |       |
| 栃東     | 15   | 10   | 把瑠都   | 9    | 0    |        |      |       |
| 栃乃洋   | 17   | 6    | 豐真將   | 3    | 0    |        |      |       |

## 參演作品
| 年份   | 片名   | 角色   |
| 2017年 | 功守道 | 高手龙 |

## 外部連結
- goo大相撲